# Jogando sujo
Jogando sujo è una canzone della cantante brasiliana Ludmilla, composta da Jefferson Junior, Ludmilla e Umberto Tavares. Il video musicale è stato pubblicato il 27 luglio 2018 sulla piattaforma digitale VEVO.

## Video musicale
Diretto da Bruno Ilogti, il video è ambientato in un futuro post-apocalittico dove la cantante è un colonnello dei Vigili del fuoco, che si unisce al suo plotone di donne di colore per inseguire un piromane.